# Тай сабаки
Тай сабаки (яп. (体捌き) — термин, используемый в японских боевых искусствах и означающий «движение всего тела», или «перемещение». Термин также может быть переведён как управление телом. Этот термин широко используется в кэндо, джиу-джитсу, айкидо, дзюдо, карате и ниндзюцу. Обычно тай сабаки используется для ухода с линии атаки так, что атакуемый оказывается в более выгодной позиции. Тай сабаки часто путают с уклонением от удара.
Примерами тай сабаки могут быть техники ирими и тенкан, при которых происходит «уход с линии атаки», а не «движение против линии атаки». При этом предполагается использование гармонии, а не физической силы.
Тай сабаки включает в себя аси сабаки (движение ног) и тэ сабаки (движения рук).